# أندرو شنغ
أندرو شنغ هو اقتصادي ماليزي، ولد في 1946.